# Holotrochus arizonicus
Holotrochus arizonicus är en skalbaggsart som beskrevs av Chapin 1928. Holotrochus arizonicus ingår i släktet Holotrochus och familjen kortvingar. Inga underarter finns listade i Catalogue of Life.